# 單文彪
單文彪（1488年—？年），字道充，山东兖州府單縣人，民籍。

## 生平
治《書經》，行三，嘉靖元年山東鄉試第十五名舉人，年三十六歲中式嘉靖二年（1523年）癸未科會試第一百三十六名，第三甲第一百九十九名進士。

## 家族
曾祖單愛。祖父單聰。父單廷。母王氏。慈侍下。兄單隆、單玉。